# Batalha de Norfolk

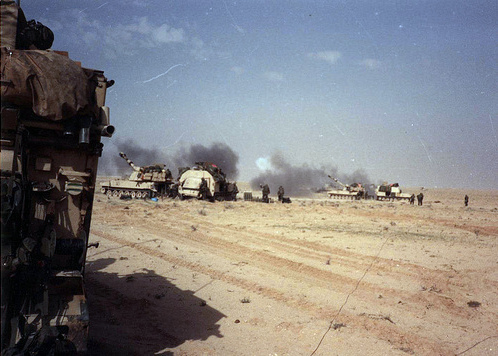
Artilharia americana disparando durante a batalha.

A Batalha de Norfolk foi um grande combate de tanques travado em 27 de fevereiro de 1991, durante a Guerra do Golfo, entre unidades blindadas dos Estados Unidos e Reino Unido contra a Guarda Republicana Iraquiana na Província de Muthanna. Unidades blindadas, mecanizadas e de infantaria americanas e britânicas combateram diversas brigadas do exército iraquiano pelo controle do sul do Iraque. Foi a última grande batalha do conflito antes do cessar-fogo ser firmado.
A batalha de Norfolk foi uma das maiores batalhas de tanques da história americana e a maior da Primeira Guerra do Golfo. Ao menos 12 divisões participaram da luta junto com outras brigadas e elementos de um regimento. As tropas da coalizão anglo-americana destruíram ao menos 850 tanques de guerra iraquianos e centenas de outros veículos de combate. Além disso, duas divisões da Guarda Republicana também foram colocadas fora de ação pela 3ª Divisão Blindada americana, que destruiu mais de 300 veículos americanos e ao menos 2 500 soldados iraquianos.